# Enyalioides
Enyalioides es un género de lagartos de la familia Hoplocercidae. Incluye 16 especies que se distribuyen por la región noroeste de Sudamérica desde Colombia al norte de Bolivia, y también en Panamá.

## Especies
Se reconocen a las siguientes 21 especies:
- Enyalioides altotambo Torres-Carvajal, Venegas & de Queiroz, 2015[2]- Lagartija de palo de Tambo.
- Enyalioides anisolepis  Torres-Carvajal, Venegas & de Queiroz, 2015[2]- Lagartija de palo de escamas ásperas.
- Enyalioides annularis (O’Shaughnessy, 1881)[3] - Mantícoras de anillos.
- Enyalioides azulae Venegas, Torres-Carvajal, Duran & de Queiroz, 2013[4]- Lagartija de palo alto de Huallaga.
- Enyalioides binzayedi Venegas, Torres-Carvajal, Duran & de Queiroz, 2013[4]- Lagartija de palo alto de Picota.
- Enyalioides cofanorum Duellman, 1973 - Lagartijas de palo cofan.
- Enyalioides cyanocephalus Venegas, García-Ayachi, Chávez-Arribasplata, Marchelie, Bullard, Quispe, Valencia, Odar & Torres-Carvajal, 2024[5]- Lagartijas de palo de cabeza azul.
- Enyalioides dickinsoni Venegas, García-Ayachi, Chávez-Arribasplata, Marchelie, Bullard, Quispe, Valencia, Odar & Torres-Carvajal, 2024[5]- Lagartijas de palo de Dickinson.
- Enyalioides feiruzae Venegas, Chávez, García-Ayachi, Duran & Torres-Carvajal, 2021[6]- Mantícora  de Huánuco.
- Enyalioides groi Dunn, 1933 - Mantícora de Lord Gro.
- Enyalioides heterolepis (Bocourt, 1874) - Iguana espinosa enana de Bocourt.
- Enyalioides laticeps (Guichenot, 1855) - Lagartija de palo cabezona.
- Enyalioides microlepis (O’Shaughnessy, 1881) - Lagartija de palo de microescamadas.
- Enyalioides oshaughnessyi (Boulenger, 1881) - Lagartija de palo ojirroja.
- Enyalioides palpebralis (Boulenger, 1883) - Lagartija de palo cornuda.
- Enyalioides peruvianus Köhler, 2003[3] - Mantícora del Cenepa.
- Enyalioides praestabilis (O’Shaughnessy, 1881) - Lagartija de palo de Canelos.
- Enyalioides rubrigularis Torres-Carvajal, de Queiroz & Etheridge, 2009[7]- Lagartija de palo gargantirroja.
- Enyalioides rudolfarndti Venegas, Duran, Landauro & Lujan, 2011[8]- Lagartija de palo gargantinaranja.
- Enyalioides sophiarothschildae Torres-Carvajal, Venegas & de Queiroz, 2015[2]- Lagartija de palo de Sophia Rothschild.
- Enyalioides touzeti Torres-Carvajal, Almendáriz, Valencia, Yúnez-Muños & Reyes, 2008[9][10]- Lagartija de palo de Touzet.